# Peracense
Peracense – gmina w Hiszpanii, w prowincji Teruel, w Aragonii, o powierzchni 28,66 km². W 2011 roku gmina liczyła 77 mieszkańców.